# Deutsches Stiftungszentrum
Die Deutsches Stiftungszentrum GmbH (DSZ) ist ein 1996 gegründetes Dienstleistungsunternehmen mit Sitz in Essen sowie Regionalbüros in Berlin, Hamburg, München und Stuttgart. Das Zentrum ist eine Tochtereinrichtung des Stifterverbandes. Es berät über 670 gemeinnützige und mildtätige Stiftungen mit einem Vermögen von insgesamt über 3,3 Milliarden Euro (Stand: 2022). Das jährliche Fördervolumen der betreuten Stiftungen beläuft sich auf etwa 150 Millionen Euro (Stand: 2021). Geschäftsführer sind Matthias Schmolz (Vorsitzender) und Erich Steindörfer. 

## Stiftungsrat
Der Stiftungsrat unterstützt, berät und beaufsichtigt die Geschäftsleitung bei ihren Aufgaben für die Stiftungen: Er prüft und überwacht die Rechtmäßigkeit, Ordnungsgemäßheit und Wirtschaftlichkeit der Geschäftsführung, prüft den Jahresabschluss, berät die Geschäftsführung in allen Fragen, die sie an den Stiftungsrat heranträgt, und ist bei allen wichtigen Entscheidungen der Geschäftsführung einbezogen.
- Reinhard Christian Zinkann, Vorsitzender des Stiftungsrats (Geschäftsführender Gesellschafter der Miele KG)
- Niels Hollmann, (Stifter der Bauer-Hollmann-Stiftung)
- Juliane Diller, (Stifterin der Panguana Stiftung)
- Alexandra Gräfin Lambsdorff, (Stifterin der Quistorp-Stiftung)
- Felicitas von Peter, (Geschäftsführende Gesellschafterin und Gründerin der Active Philanthropy, Berlin)
- Friederike von Bünau, (Geschäftsführerin der EKHN Stiftung, Kulturstiftung der Evangelischen Kirche in Hessen und Nassau)
- Volker Meyer-Guckel, (Generalsekretär des Stifterverbandes für die Deutsche Wissenschaft)
- Udo van Meeteren, Ehrenmitglied des Stiftungsrats (Stifter der Stiftung van Meeteren)[3]

## Geschäftsfeld
Im Rahmen der Gründung, Beratung und Verwaltung von Stiftungen werden die Auftraggeber bei der Entwicklung von Programmen und Förderinstrumenten sowie bei der Ausschreibung von Projekten, Stipendien und Preisen unterstützt. Das Zentrum bereitet Sitzungen vor bzw. nach, zahlt Fördermittel aus und kontrolliert die bewilligten Projekte, übernimmt das Rechnungswesen und die Berichterstattung, wie auch die Stiftungsaufsicht und Finanzverwaltung, die Abwicklung von Vermögensübertragungen, die Vermögensanlage, Öffentlichkeitsarbeit und Geschäftsführung.

## Deutsche Stiftungsakademie
Die Deutsche Stiftungsakademie (DSA) ist als Einrichtung des Stifterverbandes mit seinem Deutschen Stiftungszentrum und des Bundesverbandes Deutscher Stiftungen entstanden. Der Schwerpunkt der Bildungsarbeit liegt in Seminaren, Workshops und Kongressen sowie in Zertifizierungslehrgängen zum Stiftungsberater und Stiftungsmanager. Referenten aus dem Stifterverband und aus dem Deutschen Stiftungszentrum vermitteln wesentliche Inhalte u. a. zum Stiftungsmanagement sowie zu rechtlichen Fragen der Stiftungstätigkeit.

## Publikationen
- Jahresbericht 2021/22[6]
- Stiftung & Sponsoring – Fachmagazin für Non-Profit-Management und -Marketing[7]
- Schwarze Reihe – Schriftenreihe zum Stiftungswesen[8]
- Stiftungen in der Praxis, ISBN 978-3-8349-3077-4[9]
- Andreas Schlüter, Stefan Stolte: Stiftungsrecht. ISBN 978-3-406-68252-0[10]
- Reinhard Berndt, Peter Kreutter, Stefan Stolte (Hrsg.): Zukunftsorientiertes Stiftungsmanagement, ISBN 978-3-658-19266-2[11]
- Hans Fleisch/Marc Eulerich/Holger Krimmer/Andreas Schlüter/Stefan Stolte: Modell unternehmensverbundene Stiftung. ISBN 978-3-503-18121-6[12]